# Madeline Weinstein
Madeline Weinstein (* 3. Oktober 1990 in New York City) ist eine US-amerikanische Schauspielerin.

## Leben
Weinstein wuchs in ihrer Geburtsstadt New York auf. Sie machte ihren Bachelor an der Northwestern University. Die US-Amerikanerin debütierte 2014 am Broadway in Tom Stoppards Stück „The Real Thing“ unter der Regie von Sam Gold oder in J. K. Rowlings Bühnenstück Harry Potter und das verwunschene Kind. Seit 2015 ist sie in diversen Fernsehproduktionen zu sehen. 2017 spielte die im Film Beach Rats die Rolle der Simone und 2018 in der Netflix-Produktion Alex Strangelove die der Claire. Sie ist nicht mit Harvey Weinstein verwandt.

## Filmografie (Auswahl)
- 2015: Elementary (TV-Serie, Episode 3x17)
- 2017: Blue Bloods (TV-Serie, Episode 7x11)
- 2017: Shades of Blue (TV-Serie, Episode 2x11)
- 2017: Beach Rats
- 2018: Kappa Force (TV-Serie, sechs Episoden)
- 2018: Alex Strangelove
- 2021: Queen of Glory
- 2021: Mare of Easttown (Fernsehserie, 4 Episoden)
- 2024: Between the Temples